# MAMBO-9
MM J100026.36 + 021527.9 (também conhecida como "Mambo-9") é uma galáxia composta por um par de galáxias separadas por 6 kpc com taxas de formação estelar correspondentes de 590 M ⊙ ano−1 e 220 M ⊙ ano−1, massa molecular total de gás hidrogênio de (1.7 ± 0.4) × 1011 M ⊙, (10 vezes mais do que todas as estrelas da Via Láctea) massa de poeira de (1.3 ± 0.3) × 109 M ⊙, e massa estelar de ({\displaystyle 3.2_{-1.5}^{+1.0}}) × 109 M ⊙. MAMBO-9 é cerca de 970 milhões de anos mais novo que o próprio universo.
A  luz da galáxia foi detectada há dez anos por Manuel Aravena, usando o instrumento Max-Planck Millimeter BOlometer (MAMBO) no telescópio IRAM de 30 metros na Espanha e o interferômetro Plateau de Bure na França.